# Кучеренко, Геннадий Петрович
Генна́дий Петро́вич Кучере́нко (род. 26 сентября 1941, Ныда, Ямало-Ненецкий автономный округ) — советский организатор производства. Лауреат Государственной премии СССР (1978).

## Биография
Окончил Томский политехнический институт (1963). Работал технологом, механиком цеха, заместителем главного механика на Куйбышевском химическом заводе Новосибирской области (1963—70).
В 1970—2002 старший механик производства ядохимикатов, заместитель директора по капитальному строительству, заместитель директора по коммерческим вопросам, исполнительный директор по обеспечению, заместитель коммерческого директора по обеспечению Чебоксарского производственного объединения «Химпром».
5 июня 1978 года за работу по созданию химоружия Г. П. Кучеренко был награждён Государственной премией СССР согласно постановлению ЦК КПСС и СМ СССР о присуждении Государственной премии СССР 1978 года в области науки и техники. Вместе с ним за эту работу лауреатами стали А. М. Грибов, А. Е. Гусаков, И. Б. Евстафьев, А. С. Иванов, Н. И. Менжун, В. А. Романчук, Н. М. Скрибунов, Н. С. Хазах, Л. С. Шевницын, Н. Н. Яровенко. Премия была вручена за создание инкапаситантов — отравляющих веществ, способных выводить противника из строя на время, без последствий для его здоровья. Разработчиком оружия был ГСНИИОХТ (Москва), где была специальная лаборатория по созданию психотропных веществ во главе с Н. Н. Яровенко. Созданием нового оружия занималось ПО «Химпром» в Новочебоксарске, где был построен цех № 73 по выпуску «продукта 65» и других несмертельных отравляющих веществ.
Имеет 8 авторских свидетельств на изобретения.
Живёт в Новочебоксарске.

## Награды
- Государственная премия СССР в области науки и техники (1978).
- Орден Октябрьской Революции,
- Орден Трудового Красного Знамени.